# Eardwulf (Rochester)
Eardwulf († zwischen 765 und 772) war Bischof von Rochester. Er wurde 747 zum Bischof geweiht und trat im selben Jahr auch das Amt in Rochester an. Er starb zwischen 765 und 772.